# Desoto Acres
Desoto Acres est une census-designated place du comté de Sarasota, dans l'État de Floride, aux États-Unis. En 2020, elle compte une population de 720 habitants.